# Nadine
Nadine (bra: Nadine - Um Amor à Prova de Balas; prt: Nadine, um Amor à Prova de Bala) é um filme de comédia policial estadunidense de 1987 escrito e dirigido por Robert Benton e estrelada por Jeff Bridges e Kim Basinger.

## Enredo
É 1954 em Austin, Texas, e uma Nadine Hightower (Kim Basinger) ligeiramente grávida está em apuros. Ela foi ao estúdio fotográfico do desprezível fotógrafo Raymond Escobar (Jerry Stiller) para recuperar algumas fotos dele porque eram "muito mais artísticas do que eu esperava". Escobar garante que conhece Hugh Hefner e que ela certamente chegará ao topo. Mas Nadine tem dúvidas, já que ela quer suas fotos, e quando ela volta ao estúdio para recuperá-las, é pega no meio de uma cena de crime. Ela pega um envelope com seu nome e sai de lá.
Infelizmente, ela tirou as fotos erradas. Ela roubou planos para o desenvolvimento de uma nova rodovia que acaba nas mãos de seu ex-marido Vernon (Jeff Bridges), um vagabundo bonito e desbocado que é dono de um bar chamado Blue Bonnet, que ninguém frequenta e que não é o pior disso. Ele está brincando com uma ex-rainha Pecan que trabalha para a empresa Lone Star Brewing (Glenne Headly). Ele vê uma maneira de ganhar muito dinheiro com tudo isso.
O chefão do setor imobiliário, Buford Pope (Rip Torn), quer os planos de volta e não vai parar por nada para obtê-los. O casal logo está fugindo não só de Buford, mas também da polícia que acredita ter matado Escobar. Todo esse tempo, Nadine e Vernon querem o divórcio, e Nadine não disse a Vernon que está grávida de seu filho.

## Elenco
- Jeff Bridges como Vernon Hightower
- Kim Basinger como Nadine Hightower
- Rip Torn como Buford Pope
- Gwen Verdon como Vera
- Glenne Headly como Renée Lomax
- Jerry Stiller como Raymond Escobar

## Produção
O filme foi escrito especificamente para Kim Basinger. As filmagens começaram em 30 de setembro de 1986 em Austin, Texas e outras filmagens aconteceram em San Antonio. A foto emoldurada de Jeff Bridges em um uniforme no filme foi tirada de The Last Picture Show (1971). Grande parte da trilha sonora foi fornecida pelo grupo country Sweethearts of the Rodeo.

## Lançamento
O filme foi lançado em VHS com proporção de 4:3 em 1988, e em DVD com proporção de 1.85:1 em 5 de julho de 2005.